# Manoel Lima
Manoel Chanquini de Lima, (Santo Anastácio, 27 de março de 1945), é um ator, cineasta, escritor brasileiro. 
As primeiras experiências de Manoel se deram no teatro em 1965 aos 18 anos com o teatro de improviso encenando a apresentação de peças sem texto formal para orientação onde o grupo escolhia o tema, determinava as personagens, os figurinos e cenários. Os diálogos eram criados espontaneamente no palco, conforme imaginação e vivência de cada ator, mas sem deixar que a improvisação fosse percebida pela plateia. Na tv e no cinema participou de novelas e programas na TV Bandeirantes, na extinta TV Excelsior (Reino da Juventude - Antonio Aguillar) e outras em produções do cinema nacional. 
Afastou-se da carreira de ator em 1969 retornando somente em 2004 dedicando-se ao estudo e aperfeiçoamento através de cursos e estágios  
Obteve destaque a partir do filme Sem Fio de Tiaraju Aronovich ("Far West", "Chasing Life") filme ganhador do Prêmio Excelência Cinematográfica no Canada International Film Festival 2010) onde interpretou um padre que e também com a direção do média-metragem "Vida a Tr3s" de José Paulo Lanyi.
Atualmente está em uma turnê por diversas unidades do SESC e apresentações corporativas pela Produtora Caleidoscópio, encenando a peça O Grande Viúvo, baseada no conto homônimo de Nelson Rodrigues, adaptada para o formato Teatro Cego. É membro correspondente da Academia de Letras e Artes Buziana.  
Em 2010 lançou seu livro O Viajor uma ficção espiritualista. Em 2011 recebeu uma menção Menzione no 17º Prêmio Nosside Internacional de Poesia, Reggio Calabria Città del Bergamotto Italia.

## Cinema
- 2009 - Sem Fio .... (padre)

## Literatura
- 2010 - O Viajor .... autor

## Teatro
- 2013 - Teatro Cego - O Grande Viúvo Nelson Rodrigues
- 2009 - O Julgamento
- 2007 - O Beijo no Asfalto
- 2006 - A Noiva Necromante
- 2005 - A Visita da Velha Senhora
- 2005 - Jardim Interior .... (Locução do poema Se o poeta falar num gato de Mario Quintana)
- 2017 - Amor por Anexins - Artur Azevedo - Personagem Isaías.

## Webnovelas
- 2007 - Alô Alô Mulheres .... Osmar de Souza
- 2008 - Nos Tempos da garoa .... Stênio Natário
- 2008 - Virados pra Lua .... Aquino Abrantes
- 2010 - Black Tie .... Adroaldo Galantini e Urbano Galantini (gêmeos)
- 2010 - Feira Livre .... Nelsio Penteado

## Homenagens
Pelo poema Velho Relógio, Manoel Lima recebeu uma Menzione no 17º Prêmio Nosside Internacional de Poesia.